# 河北諸郡帥
河北諸郡帥指的是唐朝末期四節度使 的合稱，源於張昭遠《舊唐書》。四人分別是昭義節度使薛嵩、幽州節度使李懷仙、天雄節度使田承嗣、成德節度使張忠志。

## 成員
| 姓名   | 字   | 官职       | 爵位     |
| ------ | ---- | ---------- | -------- |
| 薛嵩   | 嵩   | 昭義節度使 | 平陽郡王 |
| 李懷仙 | 无   | 幽州節度使 | 无       |
| 田承嗣 | 承嗣 | 天雄節度使 | 雁门郡王 |
| 張忠志 | 为辅 | 成德節度使 | 无       |

## 简介

### 薛嵩
平阳郡王、昭義節度使薛嵩 (？－773年1月17日)，字嵩，絳州龍門（今山西河津）人。唐朝的武将。 薛仁貴之孫，薛楚玉之子。曾參與安史之亂的叛軍，後歸順唐朝，封昭義節度使、平陽郡王。著名小說《薛刚反唐》的薛刚，原型即薛嵩。大历七年（772年）病死，葬於夏縣水頭鎮大張村北300公尺處。薛嵩墓现为山西省国家级重点文物保护单位。

### 李懷仙
幽州節度使李懷仙 (？－768年)，柳城（今遼寧朝陽南）胡人。生年没有记载。李懷仙善骑射，世事契丹，鎮守營州。安祿山用為裨將。安庆绪兵敗後，又投靠史思明。史朝义殺史思明自立後，任命太常卿李怀仙为御史大夫、范阳节度使以牽制高鞫仁，後計殺高鞫仁。晚年的李懷仙在幽州迷上占星五術，日夜推算穷通夭寿之理，后为部将朱希彩、朱泚、朱滔等所杀。

### 田承嗣
雁门郡王、魏博節度使田承嗣 (705年－779年），字承嗣，平州盧龍（今屬河北省盧龍縣）人。安祿山的部将 ，拜武威將軍射。官至魏博節度使，為了安定北方人心，特別為安祿山、安慶緒、史思明、史朝義四人立祠，號為四聖。大曆十四年（779年）田承嗣卒。

### 張忠志
成德節度使李寶臣（718年－781年），本名張忠志，字为辅，范陽（今北京、保定一帶）人。唐朝的武将。建中二年（781年）一月，寶臣死，终年六十四岁。唐德宗为之废朝三日，追赠太傅。

## 評價

### 田承嗣
張昭遠 《舊唐書》 評曰: 田宗不令，禍淫無應。謂天輔仁，胡覆弘正。茂昭知止，終以善勝。孰生厲階，上失威柄。
歐陽脩 《新唐書》 評曰: 田承嗣幾禽矣，李寶臣怒承倩而釋魏。建中之際，三將軍持銳躪血，功無成者。